# La Vie en son royaume
La Vie en son royaume est un roman de Christian Signol publié en 2017.

## Résumé
Vers 2015 en Limousin, un maire propose un cabinet gratuit à un médecin dans la nouvelle maison médicale et Adrien y va. Le soir du réveillon, Mylène, l'infirmière, en cours de divorce, s'invite chez lui. Une urgence coupe leur nuit d'amour : Chanat a tiré sur son voisin qu'il accuse d'avoir tué sa femme réputée morte d'un cancer. Il arrive à l'endormir et les gendarmes l'arrêtent. Il rejoint Mylène mais est appelé toute la matinée. Il est constamment confronté à l'extrême diversité des cas d'un médecin de campagne.